# Рікі Соберс
Рікі Бред Соберс (англ. Ricky Brad Sobers, нар. 15 січня 1953, Бронкс, США) — американський професіональний баскетболіст, що грав на позиції розігруючого захисника за низку команд НБА.

## Ігрова кар'єра
На університетському рівні грав за команду УНЛВ (1973–1975). 
1975 року був обраний у першому раунді драфту НБА під загальним 16-м номером командою «Фінікс Санз». Професійну кар'єру розпочав 1975 року виступами за тих же «Фінікс Санз», захищав кольори команди з Фінікса протягом наступних 2 сезонів. 1976 року разом з командою дійшов до фіналу НБА, де «Фінікс» поступився «Бостону».
З 1977 по 1979 рік грав у складі «Індіана Пейсерз».
1979 року перейшов до «Чикаго Буллз», у складі якої провів наступні 3 сезони своєї кар'єри.
Наступною командою в кар'єрі гравця була «Вашингтон Буллетс», за яку він відіграв 2 сезони.
Останньою ж командою в кар'єрі гравця стала «Сіетл Суперсонікс», до складу якої він приєднався 1984 року і за яку відіграв 2 сезони.